# Малий Обреж
Малий Обреж (словен. Mali Obrež) — поселення в общині Брежиці, Споднєпосавський регіон, Словенія. Висота над рівнем моря: 157,8 м.